# Daïra de Chellal
La Daïra de Chellal est une circonscription administrative algérienne située dans la wilaya de M'Sila. Son chef-lieu est situé sur la commune éponyme de Chellal.
La daïra regroupe les quatre communes de Chellal, Ouled Madhi, Khettouti Sed El Djir et Maarif.